# Liste der Baudenkmale in Oldenburg (Oldb) – Haarenufer
In der Liste der Baudenkmale in Oldenburg (Oldb) – Haarenufer stehen alle Baudenkmale des Haarenufer in Oldenburg (Oldb).  Die Quelle der IDs und der Beschreibungen ist der Denkmalatlas Niedersachsen.
Der Stand der Liste ist das Jahr 2022(31).

## Allgemein
In den Spalten befinden sich folgende Informationen:
- Lage: die Adresse des Baudenkmales und die geographischen Koordinaten. Kartenansicht, um Koordinaten zu setzen. In der Kartenansicht sind Baudenkmale ohne Koordinaten mit einem roten Marker dargestellt und können in der Karte gesetzt werden. Baudenkmale ohne Bild sind mit einem blauen Marker gekennzeichnet, Baudenkmale mit Bild mit einem grünen Marker.
- Bezeichnung: Bezeichnung des Baudenkmales
- Beschreibung: die Beschreibung des Baudenkmales. Unter § 3 Abs. 2 NDSchG werden Einzeldenkmale und unter § 3 Abs. 3 NDSchG Gruppen baulicher Anlagen und deren Bestandteile ausgewiesen.
- ID: die Objekt-ID des Baudenkmales
- Bild: ein Bild des Baudenkmales, ggf. zusätzlich mit einem Link zu weiteren Fotos des Baudenkmals im Medienarchiv Wikimedia Commons. Wenn man auf das Kamerasymbol klickt, können Fotos zu Baudenkmalen aus dieser Liste hochgeladen werden:

Zurück zur Hauptliste
| Lage                                     | Bezeichnung        | Beschreibung | ID                              | Bild |
| ---------------------------------------- | ------------------ | --- | ------------------------------- | ---- |
| Haarenufer 53° 8′ 28″ N, 8° 12′ 27″ O    | Fluss und Böschung | Kanalisierter Lauf der Haaren zwischen der Straße Am Zuggraben und dem Haarentor (Julius-Mosen-Platz), parallel dazu nördlich die Ofener Straße und südlich das Haarenufer. Böschungen auf beiden Seiten der kanalisierten Haaren, begrünt und mit Bäumen bepflanzt (auf der Nordseite Linden, auf der Südseite Rotdorn). | 37428004/1/-/ 37430902 37428004 | BW   |
| Haarenufer 1 53° 8′ 28″ N, 8° 12′ 24″ O  | Wohnhaus           | Giebelständiger eineinhalbgeschossiger Putzbau von vier Achsen über Sockelgeschoss mit Drempel unter Satteldach (Typus „Oldenburger Hundehütte“). Rechts jüngerer Garageneinbau. Auf der linken Seit zurückgesetzter Vorbau mit Eingang. Putzgliederung: geschossteilende Gesimse, Fensterrahmungen, Brüstungsfelder, am Giebel ansteigender Treppenfries. Vorgarten. Erbaut 1869, Architekt: Gerhard Schnitger, umgebaut 1884, Architekt: Heinrich Früstück. | 37430187                        | BW   |
| Haarenufer 2 53° 8′ 28″ N, 8° 12′ 23″ O  | Wohnhaus           | Zweigeschossiger Putzbau von vier Achsen über Sockelgeschoss unter Walmdach. Auf der rechten Seite zurückgesetzter, später veränderter Vorbau mit Eingang. Veränderte Gaupe. Putzgliederung: geschossteilende Gesimse, Fensterrahmungen, im 1. OG Ädikulen. Erbaut 1868. | 37430209                        | BW   |
| Haarenufer 3 53° 8′ 28″ N, 8° 12′ 23″ O  | Wohnhaus           | Giebelständiger eineinhalbgeschossiger Putzbau von vier Achsen über Sockelgeschoss mit Drempel unter Satteldach (Typus „Oldenburger Hundehütte“). Im Giebel mittig Serliana. An der rechten Seite flacher Vorbau mit Eingang. Putzgliederung: geschossteilende Gesimse, Fensterrahmungen, im OG z. T. Pilaster. Erbaut 1870, Architekt: Gerhard Schnitger, umgebaut 1880. | 37430231                        | BW   |
| Haarenufer 4 53° 8′ 28″ N, 8° 12′ 22″ O  | Wohnhaus           | Eckhaus zur Lindenallee. Giebelständiger eineinhalbgeschossiger Putzbau von vier Achsen über Sockelgeschoss mit Drempel unter Satteldach (Typus „Oldenburger Hundehütte“). Auf der linken Seite zurückgesetzter Vorbau mit Eingang. Auf der rechten Seite moderner Wintergartenanbau. Putzgliederung: geschossteilende Gesimse, Quaderung, Fensterrahmungen, im OG z. T. Brüstungsfelder, Pilaster und Gebälk, im EG mittig Relieftondo. Zur Lindenallee links Vorgarten und eiserne Einfriedung, rechts Mauer. Erbaut 1871, Architekt: Gerhard Schnitger. | 37430253                        | BW   |
| Haarenufer 5 53° 8′ 28″ N, 8° 12′ 20″ O  | Wohnhaus           | Eckhaus zur Lindenallee. Zweigeschossiger Backsteinbau mit Putzgliederung über Sockelgeschoss unter Mansardpyramidendach. Zu jeder Straße vier Achsen und Mittelrisalit von zwei Achsen und Zwerchgiebel, an der Lindenallee in der rechten Achse später veränderte Auslucht, am Haarenufer rechts Eingang, an der Ecke achteckiger Turm unter Knickpyramide. Zur Lindenallee links jüngerer Garagenanbau. Putzgliederung: geschossteilende Gesimse, horizontale Bänder, Quaderung des Sockels, Fensterrahmungen, am Erker im OG Brüstungsfelder. Vorgarten und eiserne Einfriedung. Erbaut 1896, Architekt Louis Sievers. | 37430275                        | BW   |
| Haarenufer 6 53° 8′ 28″ N, 8° 12′ 19″ O  | Wohnhaus           | Zweigeschossiger Backsteinbau mit Werksteingliederung von fünf Achsen über Sockelgeschoss unter Mansardhalbwalmdach. Rechte zwei Achsen Risalit, davor eingeschossiger polygonaler Standerker unter Balkon, darüber Zwerchgiebel. Mittig Sockel als Podest für Terrasse vorgezogen. Links Portal. Putzgliederung: geschossteilende Gesimse, Rustizierung des Sockels, Fensterrahmungen, im OG Ädikulen, am Erker und Zwerchgiebel Pilaster. Portalrahmung mit Halbsäulen auf Podest, verkröpftem Gebälk, Sprenggiebel und Oberlicht mit Voluten und Rundgiebel. Walmgaupe. Vorgarten. Erbaut 1897. | 37430297                        | BW   |
| Haarenufer 7 53° 8′ 28″ N, 8° 12′ 18″ O  | Wohnhaus           | Zweigeschossiger Backsteinbau mit Putzgliederung von vier Achsen über Sockelgeschoss unter Mansardhalbwalmdach. Rechts polygonaler zweigeschossiger Standerker. Drei Walmgaupen. Links Portal. Putzgliederung: geschossteilende Gesimse, Rustizierung des Sockels, Fensterrahmungen, am Erker im OG Balusterbrüstungen, Traufgesims mit Konsolfries, Portalrahmung mit Pilastern auf Postamenten, Gebälk mit Konsolfries und Dreiecksgiebel. Vorgarten und eiserne Einfriedung. Erbaut 1896 durch Maurermeister G. Willers. | 37430319                        | BW   |
| Haarenufer 8 53° 8′ 28″ N, 8° 12′ 18″ O  | Wohnhaus           | Zweigeschossiger Backsteinbau mit Putzgliederung von fünf Achsen über Sockelgeschoss unter Walmdach. Eingang rechts. Zwerchgiebel mit Voluten. Im Souterrain links jüngerer Garagenanbau. Putzgliederung: geschossteilende Gesimse, Quaderung des Sockels, Portalbekrönung mit Giebel und Voluten, Fensterrahmungen, im EG Ädikulen, im OG mittig Pilaster. Erbaut 1894 durch Maurermeister Johann Heinrich Brandes. | 37430341                        | BW   |
| Haarenufer 9 53° 8′ 28″ N, 8° 12′ 17″ O  | Turnhalle          | Langgestreckter Saalbau mit zweigeschossigem Kopfbau zum Haarenufer (darin Eingangshalle, Geräteräume, Garderoben und Waschräume). Backsteinbau unter Satteldach mit vorderem Schopfwalm. Fassade aus zweigeschossigem Mittelteil mit Loggia und dreigeschossigen quadratischen Ecktürmen mit Fachwerkaufsätzen und vorkragenden Pyramidendächern. Loggia mit drei Korbbögen auf zwei Freisäulen aus Naturstein, mittig Eingang. Darüber korbbogige Nische mit Balkon, ganz oben Zwerchgiebel mit Schwebegiebel. An den Türmen im EG und 1. OG jeweils zwei Fenster in Putzfeld gruppiert, im 1. OG gekuppelt, im zweiten OG drei Fenster in mit Bogenfries schließendem Feld, überall breite Kantenlisenen. An den Seiten Gliederung vereinfacht, hinter den Türmen drei Achsen des Kopfbaus und sieben Achsen des Saals, getrennt von Lisenen, die äußeren blind, die mittleren fünf mit großen Rundbogenfenstern. Rückwärtig großer moderner, eingeschossiger Flachdachanbau. Kleiner Vorplatz, dort auf Sockel Marmorbüste von Friedrich Ludwig Jahn, 1909 von Fritz Neumann. Erbaut 1890, Architekten: Ludwig Freese und Backhaus. | 37420955                        | BW   |
| Haarenufer 12 53° 8′ 28″ N, 8° 12′ 12″ O | Wohnhaus           | Zweigeschossiger Putzbau von fünf Achsen mit niedrigem Drempel unter Walmdach. Auf der linken Seite zurückgesetzter Vorbau mit Eingang. Im OG Rundbogenfenster. Putz-/ Werksteingliederung: geschossteilende Gesimse, Rankenfries, Quaderung, Fensterrahmungen, Ädikulen, Konsolfries iunter der Traufe, am Portal Halbsäulen und Gebälk. Vorgarten und eiserne Einfriedung. Erbaut um 1850 oder kurz davor. | 37430363                        | BW   |
| Haarenufer 16 53° 8′ 29″ N, 8° 12′ 6″ O  | Wohnhaus           | Doppelhaus, Eckhaus zur Ratsherr-Schulze-Straße. Zweigeschossiger Backsteinbau mit Putzgliederung über hohem Sockelgeschoss unter Mansardwalmdach. Zu jeder Straße sieben Achsen, zum Haarenufer in der vierten und fünften Achse von rechts zwei Balkone übereinander und rechts Risalit von zwei Achsen mit Zwerchgiebel, zur Ratsherr-Schultze-Straße in der fünften und sechsten Achse von links Risalit von zwei Achsen mit Zwerchgiebel und ganz rechts im EG Terrasse über polygonal vorgezogenem EG, im OG Balkon. An der Ecke schräg gestellter, turmartiger Risalit mit hohem Pyramidenstumpfdach und eisernem Aufbau. Zum Haarenufer zwei Eingänge. Walmgaupen. Rückwärtig moderne Garageneinbauten und moderner polygonaler Erkeranbau. Putzgliederung: geschossteilende Gesimse, horizontale Bänder, Rustizierung des Souterrains, Fensterrahmungen, im OG Ädikulen. Vorgarten und eiserne Einfriedung. Erbaut 1898–1899, Architekt: August Töbelmann, 1939 Reduzierung der Schmuckgiebel über den Risaliten. | 37430436                        | BW   |
| Haarenufer 17 53° 8′ 29″ N, 8° 12′ 5″ O  | Wohnhaus           | Zweigeschossiger Putzbau von vier Achsen über Sockelgeschoss mit niedrigem Drempel unter Walmdach. Auf der rechten Seite zurückgesetzter Vorbau mit Eingang. Putzgliederung: geschossteilende Gesimse, Rustizierung des Sockels, Fensterrahmungen, Brüstungsfelder, Pilaster, Ädikulen, Kranzgesims mit Rankenfries. Vorgarten. Erbaut 1877–1878 durch Zimmermeister Wilhelm Meyer. | 37430480                        | BW   |
| Haarenufer 18 53° 8′ 29″ N, 8° 12′ 4″ O  | Wohnhaus           | Zweigeschossiger Putzbau von vier Achsen über Sockelgeschoss unter Walmdach. Mittig Sockel vorgezogen für Terrasse. Auf der linken Seite zurückgesetzter Vorbau mit Eingang. Auf der rechten Seite zurückgesetzter jüngerer Anbau. Putzgliederung: geschossteilende Gesimse, Rankenfries unter der Traufe, Rustizierung des Sockels, Quaderung, Fensterrahmungen, im OG Brüstungsfelder und Ädikulen. Erbaut 1877–1878, Architekt: August Töbelmann. | 37430502                        | BW   |
| Haarenufer 19 53° 8′ 29″ N, 8° 12′ 3″ O  | Wohnhaus           | Zweigeschossiger Putzbau von vier Achsen über Sockelgeschoss unter Walmdach. Mittig Sockel vorgezogen für Terrasse. Auf der linken Seite zurückgesetzter Vorbau mit Eingang. Putz-/Werksteingliederung: geschossteilende Gesimse, Quaderung des Sockels, Fensterrahmungen, im Obergeschoss Brüstungsfelder und Ädikulen, im EG Kantenpilaster, im OG gequaderte Kantenlisenen und Mittellisene. Vorgarten. Erbaut 1900, Architekt: Heinrich Wittholt. | 37430524                        | BW   |
| Haarenufer 20 53° 8′ 29″ N, 8° 12′ 2″ O  | Wohnhaus           | Eckhaus zur Jahnstraße. Giebelständiger eineinhalbgeschossiger Putzbau von fünf Achsen (im OG vier) über Sockelgeschoss mit Drempel unter Satteldach (Typus „Oldenburger Hundehütte“). Eingang mittig, davor Podest mit erneuerter seitlicher Freitreppe. Auf der rechten Seite jüngere Schleppgaupe. Putzgliederung: geschossteilende Gesimse, Fensterrahmungen. Vorgarten. Erbaut 1878–1879 durch Zimmermeister Wilhelm Meyer. | 37430546                        | BW   |
| Haarenufer 21 53° 8′ 29″ N, 8° 12′ 1″ O  | Wohnhaus           | Eckhaus zur Jahnstraße. Giebelständiger zweigeschossiger Putzbau von fünf Achsen über Sockelgeschoss unter Satteldach. Auf der rechten Seite zurückgesetzter Vorbau mit Eingang. Putzgliederung: geschossteilende Gesimse, Quaderung des Sockels, Fensterrahmungen, Brüstungsfelder. Vorgarten. Erbaut 1880. | 37430568                        | BW   |
| Haarenufer 22 53° 8′ 29″ N, 8° 12′ 0″ O  | Wohnhaus           | Zweigeschossiger Backsteinbau von vier Achsen mit Putzgliederung über Sockelgeschoss unter Walmdach. Eingang auf der linken Seite. Putzgliederung: geschossteilende Gesimse, Rustizierung des Sockels, Fensterrahmungen, im EG Ädikulen. Vorgarten. Erbaut 1896 durch Maurermeister Dietrich Lindemann. | 37430590                        | BW   |
| Haarenufer 23 53° 8′ 29″ N, 8° 12′ 0″ O  | Wohnhaus           | Dreigeschossiger Putzbau von drei Achsen unter Mansardhalbwalmdach. EG souterrainartig. Rechts dreiseitiger Risalit, links davon in den Ecken im 1. und 2. OG je ein kleiner Balkon mit eisernem Geländer. Links im 2. OG schräg gestellter Erker unter Schweifhaube. Im EG zwei jüngere Garageneinbauten und links Eingang. Zwei veränderte Giebelgaupen. Putzgliederung: geschossteilende Gesimse, Quaderung des Sockels, Fensterrahmungen, z. T. Brüstungsfelder und Portalbekrönung in Jugendstilformen. Eiserne Balkonbrüstung in barockisierenden Formen. Erbaut 1907 durch Maurermeister Rosenbrok. | 37430612                        | BW   |
| Haarenufer 24 53° 8′ 29″ N, 8° 11′ 59″ O | Wohnhaus           | Zweigeschossiger Putzbau von vier Achsen über Kellersockel unter Halbwalmdach. Mittlere zwei Achsen flacher Risalit. Auf der linken Seite zurückliegender Vorbau mit Eingang. Putzgliederung: geschossteilende Gesimse, Kranzgesims mit Rankenfries und Konsolfries, horizontale Fuge, Fensterrahmungen, im EG Fensterstürze mit Rankenreliefs, im OG Brüstungsfelder, Ädikulen und zentrale Rundbogennische mit Konsole, jetzt wieder mit Figur. Vorgarten. Erbaut 1892, Architekt: Heinrich Anton Christian Früstück. | 37430634                        | BW   |
| Haarenufer 25 53° 8′ 29″ N, 8° 11′ 58″ O | Wohnhaus           | Zweigeschossiger Putzbau von vier Achsen über Sockelgeschoss unter Walmdach. Linke zwei Achsen Risalit. Rechts Sockel vorgezogen, darüber Loggia auf schlanken Pfeilern, darüber Balkon. Eingang auf der rechten Seite. Putzgliederung: geschossteilende Gesimse, Rustizierung des Sockels, Kantenquaderung, Fensterrahmungen, Brüstungsfelder, Konsolfries unter der Traufe. Vorgarten. Erbaut 1897 durch Maurermeister D. Linnemann. | 37430656                        | BW   |
| Haarenufer 26 53° 8′ 29″ N, 8° 11′ 58″ O | Wohnhaus           | Zweigeschossiger Putzbau von fünf Achsen über Sockelgeschoss unter Mansardwalmdach. Link zweiachsiger Risalit mit Zwerchgiebel. Eingang im Souterrain rechts, links jüngerer Garageneinbau. Putzgliederung: geschossteilende Gesimse, Rustizierung des Sockels, horizontale Fugen, Fensterrahmungen, Brüstungsfelder, Konsolfries unter der Traufe. Erbaut 1899, Architekt: D. Willers. | 37430678                        | BW   |
| Haarenufer 27 53° 8′ 29″ N, 8° 11′ 57″ O | Wohnhaus           | Eckhaus zur Fichtenstraße. Zweigeschossiger Putzbau von vier Achsen über Sockelgeschoss unter Mansardhalbwalmdach. An der Ecke eine weitere schräggestellte Fensterachse, darüber Zwerchgiebel. Links zurückgesetzter Vorbau mit Eingang. Mittig zweiachsiger Risalit mit Zwerchgiebel, ein ähnlicher an der Fichtenstraße. Dort links zwei Balkone übereinander. Putzgliederung: geschossteilende Gesimse, Rustizierung des Sockels, horizontale Fugen, Fensterrahmungen und Brüstungsfelder, im OG z. T. als Balusterbrüstungen, Konsolfries unter der Traufe. Vorgarten. Erbaut 1899, Architekt: D. Willers. | 37430700                        | BW   |
| Haarenufer 29 53° 8′ 29″ N, 8° 11′ 54″ O | Wohnhaus           | Zweigeschossiger Putzbau von vier Achsen über Kellersockel unter Halbwalmdach. Eingang auf der linken Seite. Zwerchgiebel mit Voluten. Putzgliederung: geschossteilende Gesimse, Rustizierung des Sockels, horizontale Fugen, Fensterrahmungen, im OG Balusterbrüstungen und Ädikulen, am Zwerchgiebel Pilaster. Vorgarten und eiserne Einfriedung mit massiven Pfeilern. Erbaut 1899, Architekt: H. Wittholt. | 37430722                        | BW   |
| Haarenufer 30 53° 8′ 29″ N, 8° 11′ 53″ O | Wohnhaus           | Zweigeschossiger Putzbau von vier Achsen über Kellersockel unter Halbwalmdach. Eingang auf der linken Seite. Zwerchgiebel. Putzgliederung: geschossteilende Gesimse, Rustizierung des Sockels, horizontale Fugen, Fensterrahmungen, im OG Balusterbrüstungen und Ädikulen, am Zwerchgiebel Pilaster. Vorgarten und eiserne Einfriedung. Erbaut 1900, Architekt: H. Wittholt. | 37430744                        | BW   |
| Haarenufer 31 53° 8′ 29″ N, 8° 11′ 53″ O | Wohnhaus           | Eckhaus zum Rummelweg. Giebelständiger eineinhalbgeschossiger Putzbau von fünf Achsen (im Giebel vier) über Sockelgeschoss mit Drempel unter Satteldach (Typus „Oldenburger Hundehütte“). Auf der rechten Seite zurückgesetzter Vorbau mit Eingang, davor Windfang von 1982, zum Rummelweg als Risalit mit Giebel ausgebildet, ehemals mit einer Fensterachse ohne Schmuck, seit 1982 in Anlehnung an die Vorderseite drei Achsen mit Fensterrahmungen. Putzgliederung: geschossteilende Gesimse, am Sockel horizontale Fugen, Fensterrahmungen, Brüstungsfelder. Erbaut in den 1870er oder frühen 1880er Jahren (spätestens 1886). Rückwärtig großer Anbau von 1982 (Nr. 31a). | 37430766                        | BW   |
| Haarenufer 32 53° 8′ 30″ N, 8° 11′ 51″ O | Wohnhaus           | Eckhaus zum Rummelweg. Zweigeschossiger Putzbau von drei Achsen zu jeder Straße über Sockelgeschoss unter Mansardhalbwalmdach. Links zum Rummelweg Mittelrisalit mit Eingang, rechts am Haarenufer rechts flacher Risalit von zwei Achsen, davor eingeschossiger polygonaler Standerker unter Wintergarten, Zwerchgiebel mit Voluten. An der Ecke schräggestellter einachsiger Risalit, turmartig mit geschweifter Haube. Putzgliederung: Gesimse über dem Sockelgeschoss und an der Traufe, Fensterrahmungen und im EG Brüstungsfelder in Jugendstilformen, am Erker Lisenen und verkröpfte Gesimse. Vorgarten und eiserne Einfriedung. Erbaut 1905, Architekt: Hanenkamp. | 37430788                        | BW   |
| Haarenufer 34 53° 8′ 30″ N, 8° 11′ 49″ O | Wohnhaus           | Zweigeschossiger Putzbau von vier Achsen über Sockelgeschoss unter Walmdach. Rechts zweiachsiger Risalit, im EG mit abgeschrägten Ecken, und Zwerchgiebel unter Schopfwalmdach. Schleppgaupe. Auf der linken Seite zurückgesetzter Vorbau mit Eingang. Putzgliederung: geschossteilende Gesimse, Fensterrahmungen und Brüstungsfelder in Jugendstilformen. Vorgarten und eiserne Einfriedung. Erbaut 1906–1907, Architekt: L. Sievers. 1979–1980 links um Anbau in etwa gleicher Größe erweitert, darin die alte Haustür wiederverwendet. | 37430810                        | BW   |
| Haarenufer 39 53° 8′ 31″ N, 8° 11′ 44″ O | Wohnhaus           | Giebelständiger eingeschossiger Putzbau von zwei Achsen über Kellersockel unter Mansarddach mit Fußwalm. Rechts Auslucht, links Eingang. Fensterläden. Vorgarten. Erbaut um 1925. | 37464840                        |      |
| Haarenufer 40 53° 8′ 31″ N, 8° 11′ 43″ O | Wohnhaus           | Giebelständiger eingeschossiger Putzbau von zwei Achsen über Kellersockel unter Mansarddach mit Fußwalm. Rechts veränderte Auslucht, links Eingang. Vorgarten. Erbaut 1926–1927, Architekt: Karl Hegeler. | 37464863                        | BW   |
| Haarenufer 41 53° 8′ 31″ N, 8° 11′ 43″ O | Wohnhaus           | Giebelständiger eingeschossiger Putzbau von zwei Achsen über Kellersockel unter Mansarddach mit Fußwalm. Rechts Auslucht, links Eingang. Fensterläden. Vorgarten. Erbaut 1926–1927, Architekt: Karl Hegeler. | 37464886                        | BW   |